# Stactobia intermedia
Stactobia intermedia är en nattsländeart som beskrevs av Gonzalez och Terra 1981. Stactobia intermedia ingår i släktet Stactobia och familjen smånattsländor. Inga underarter finns listade i Catalogue of Life.